# Колюча акула малоока
Колюча акула малоока (Squaliolus aliae) — акула з роду Squaliolus родини Змієподібні акули. Деякий час вважалася підвидом карликової колючої акули. У 1987 році японські вчені К. Сасакі та Т. Уено довело самостійність цього виду акули.

## Опис
Загальна довжина досягає 22 см. Є найменшою акулою у світі. Голова невелика. Морда трохи загострена. Очі доволі маленькі (43-66 % від довжини голови), світяться у темряві. Звідси походить назва цієї акули. Верхній край очниці зігнутий, утворюючи невелику захисну западину, в той час як у карликової верхній край прямий. Рот прямий з тонкими губами. На верхній щелепі 20—27 зубів у робочому рядку, на нижній щелепі — 18—23. на верхній щелепі тонкі зуби, розташовані вертикально. Тулуб товстий, циліндричний. Шкіряна луска пласка, позбавлена зубчиків та хребців. Хребців в осьовому скелеті дорівнює 60. Має 2 спинних плавця. На передньому маленькому спинному плавці є невелика рудиментарна колючка (переважно у самця). Задній плавець низький та ширше переднього у 2 рази. Анальний плавець відсутній. Хвіст вузький. Хвостовий плавець широкий, веслоподібної форми. Обидві лопаті добре розвинені. На череві багато ділянок, що світяться.
Забарвлення від темно-коричневого до чорного.

## Спосіб життя
Тримається на глибинах від 150 до 2000 м. Вдень перебуває на великій глибині, вночі підіймається до поверхні. Живиться крилем, креветками, кальмарами, костистими рибами, переважно анчоусами-ліхтарями.
Статева зрілість настає при розмірі 15 см. Це яйцеживородна акула. Народжені акуленята мають 10 см завдовжки.

## Розповсюдження
Мешкає у південних водах Японії, біля узбережжя Тайваню, північних Філіппін, о. Калімантан, північно-західної Австралії. Є також невеликий ареал біля східної Австралії.